# 協奏曲 (テレビドラマ)
『協奏曲』（きょうそうきょく）は、1996年10月11日から12月13日まで毎週金曜日22:00 - 22:54（JST）に、TBS系「金曜ドラマ」枠で放送されたテレビドラマ。主演は田村正和。
2004年9月27日にDVD-BOXが発売された。

## あらすじ
著名だが絶頂期を過ぎた建築家・海老沢（田村）と、建築家を夢見て海老沢の下で働くようになり、頭角を現す若者・翔（木村）、そしてその2人の間で揺れ動く、美しい女性・花（宮沢）の3人の運命が絡みあい、複雑な関係性が出来上がり「協奏曲」を奏でていく。

## キャスト
- 海老沢耕介 - 田村正和
- 貴倉翔 - 木村拓哉
- 榊花 - 宮沢りえ
- 岡義人 - 石倉三郎
- 六角英子 - 余貴美子
- 大木/鈴木マサ - 久本雅美
- 広津課長 - 須永慶
- 黒光健 - 吉見一豊
- 辰巳響子 - 木村佳乃
- 辰巳秋伍 - 佐藤慶

## スタッフ
- 脚本 - 池端俊策
  - - 池端俊策（著）、浅野美和子（ノベライズ）『協奏曲』東京放送・日音、発売：勁文社、1996年12月。ISBN 978-4766926224。
- 音楽 - バート・バカラック（編曲：若草恵）
- プロデュース - 八木康夫、磯山晶
- 演出 - 清弘誠、竹之下寛次
- 演出補 - 片山修

## 主題曲
- メインタイトル主題歌「アルフィー」ヴァネッサ・ウィリアムス

全編に亘りバート・バカラックの曲を採用、若草恵がそれらを編曲し、ドラマ･シーンに応じて使い分けている。『協奏曲 KYOU-SOU-KYOKU』として、オリジナル・サウンドトラック版CD（東芝EMI TOCT-9707）が発売されている。
Alfie 〜 The April Fools 〜 This Guy's in Love with You 〜 Wives and Lovers 〜 Any Day Now 〜 Walk on By 〜 That's What Friends are for 〜 (They Long to be) Close to You 〜 Promises, Promises 〜 The Look of Love 〜 One Less Bell to Anser 〜 Make It Easy on Yourself 〜 Alfie (Piano version)

## 放送日程
| 各話                                                       | 放送日         | サブタイトル     | 演出       | 視聴率 |
| ---------------------------------------------------------- | -------------- | ---------------- | ---------- | ------ |
| 第1話                                                      | 1996年10月11日 | 天使が落ちてきた | 清弘誠     | 28.2%  |
| 第2話                                                      | 1996年10月18日 | 夢の世界         | 清弘誠     | 21.6%  |
| 第3話                                                      | 1996年10月25日 | キスの代償       | 竹之下寛次 | 22.5%  |
| 第4話                                                      | 1996年11月01日 | 甘い生活         | 竹之下寛次 | 22.1%  |
| 第5話                                                      | 1996年11月08日 | ジェラシー       | 清弘誠     | 24.6%  |
| 第6話                                                      | 1996年11月15日 | さよなら先生     | 清弘誠     | 27.0%  |
| 第7話                                                      | 1996年11月22日 | スター誕生       | 竹之下寛次 | 20.9%  |
| 第8話                                                      | 1996年11月29日 | 悲恋             | 清弘誠     | 24.0%  |
| 第9話                                                      | 1996年12月06日 | 恋の嵐           | 竹之下寛次 | 26.9%  |
| 最終話                                                     | 1996年12月13日 | 三人の朝         | 清弘誠     | 20.9%  |
| 平均視聴率 23.9%（視聴率は関東地区・ビデオリサーチ社調べ） |                |                  |            |        |

## 受賞
- 第11回ザテレビジョンドラマアカデミー賞
  - キャスティング賞
  - タイトルバック賞（松原弘志）